# Astragalus alpinus
Astragalus alpinus là một loài thực vật có hoa trong họ Đậu. Loài này được Carl von Linné miêu tả khoa học đầu tiên.

## Phân loại
Tên đồng nghĩa
- Astragalina alpestris Bubani, Fl. Pyren. 2: 516 (1900)
- Astragalus alpestris Bubani
- Astragalus andinus (Nutt. ex Torr. & A.Gray) M.E.Jones
- Astragalus arcticus Bunge
- Astragalus astragalinus (DC.) E.Sheld.
- Astragalus grossheimianus Sosn.
- Astragalus lapponicus (DC.) B.Schischkin ex Krylov
- Astragalus phacinus E.H.L.Krause
- Astragalus salicetorum Kom.
- Astragalus subpolaris Boriss. & B. Schischkin
- Atelophragma alpinum (L.) Rydb.
- Colutea astragalina (DC.) Poir.
- Phaca alpina (L.) Piper
- Phaca arctica (Bunge) Gand.
- Phaca astragalina DC.
- Phaca lapponica DC.
- Phaca minima All.
- Tium alpinum (L.) Rydb.
- Tragacantha alpina (L.) Kuntze[2]

## Hình ảnh

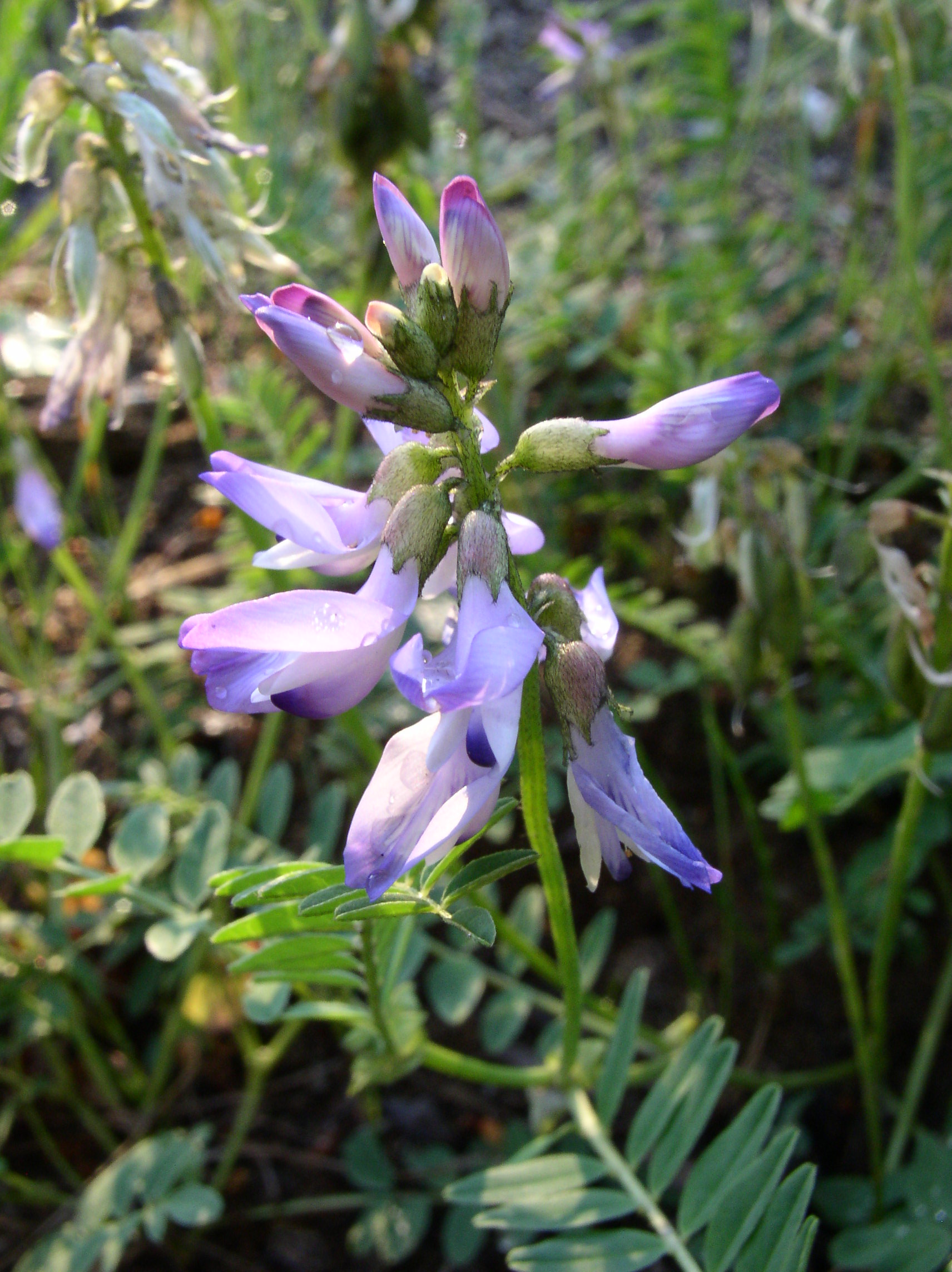
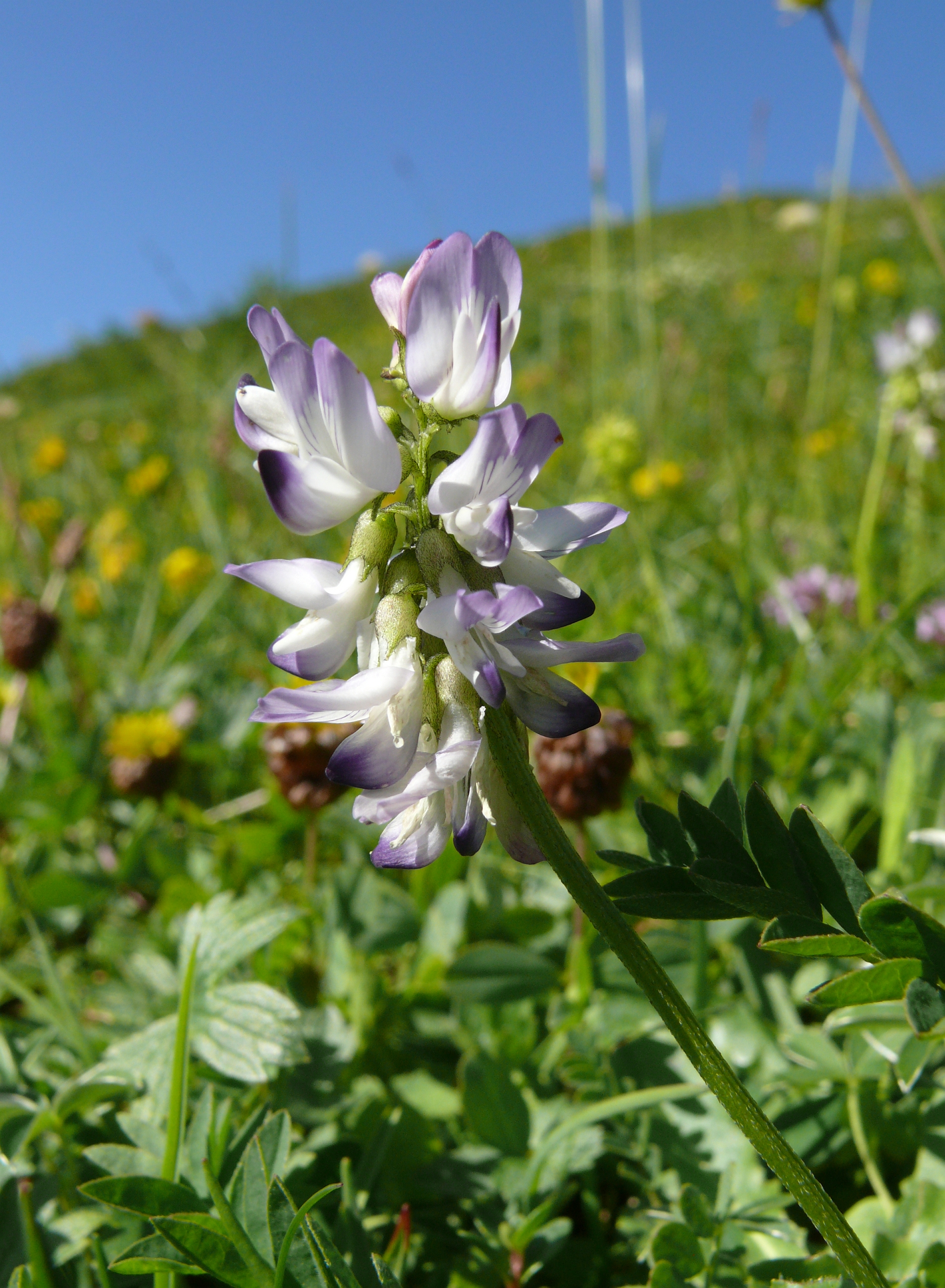
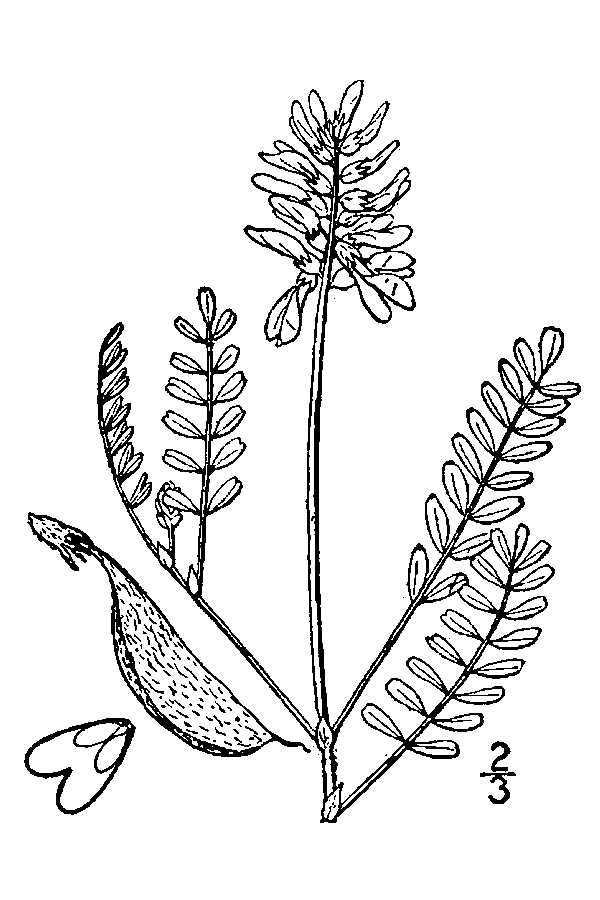
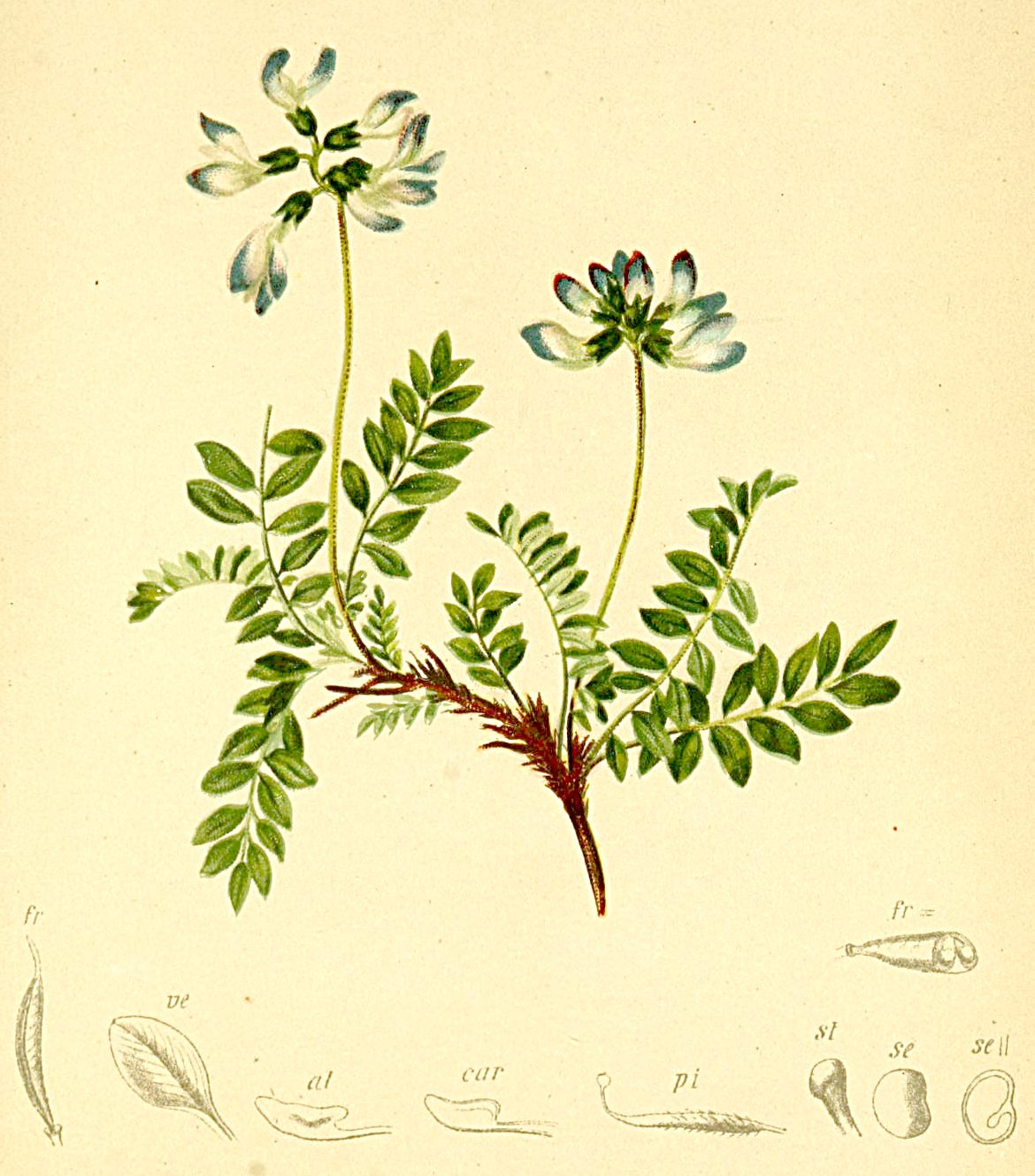